# Graham Vines
Graham Joseph Vines (nascido em 9 de outubro de 1930) é um ex-ciclista britânico que competiu profissionalmente durante a década de 90 do século XX.
Defendeu as cores do Reino Unido em duas provas nos Jogos Olímpicos de 1952 em Helsinque.